# 虚假申报法
《虚假申报法》(False Claim Act of 1863，FCA), 也被称为《林肯法》，是美国的一项联邦法律，对那些欺骗政府项目的个人和企业(通常是联邦承包商)进行问责。它是联邦政府打击针对政府的欺诈行为的主要诉讼工具。
该项法律包括“公益代位”(Qui tam)条款，允许不隶属于政府的个人，也就是法律中所述的“告发人”（relators），可代表政府（非正式意义上被称为“吹哨”，尤其当相关者受雇于被诉讼的组织）提起诉讼。根据该项法律提交诉讼的人将获得任何已追回损害赔偿的一部分(15-30%，根据相关条件)。 截至2019年，超过71%的FCA诉讼是由吹哨人提起的。根据该法律提出的索赔通常涉及医疗保健、军事或其他政府支出项目，并占据了最大制药结算清单。据《虚假申报法》1987年至2019年美国政府已经（累积）追回超过620亿美元。

## 历史
公益代位法的历史可以追溯到中世纪的英格兰。1318年，国王爱德华二世把三分之一的罚金给了告发人(relator)，奖励其起诉政府官员暗中从事红酒买卖。 亨利八世时的Maintenance and Embracery Act 1540 规定平民告发人(common informer)有权就法定程序中妨碍涉及土地所有权的司法公正提请诉讼。 即便英格兰在1967年废除了这项法案，它在今天的爱尔兰共和国仍然具有效力。就平民告发人起诉英联邦而取得损害赔偿金的概念，后亦适用于马塞诸塞，其规定“面包销售诈骗的罚金，三分之一分给发现诈骗的检查员，剩余的部分以补助案件发生的村庄“。  其他的法规可在北美殖民地时期的法律书籍中发现，如康涅狄格、纽约州、弗吉尼亚和南卡罗莱纳.
美国南北战争（1861-1865），各个阶层都充斥着诈骗行为，不论是在北方联邦还是南方邦联中，都是如此。战争期间，无良承包商存在向联邦军售卖衰老病弱的马匹骡子、有问题的步枪弹药和变质的口粮以及其他不道德的行为。 为应对该等行为，国会在1863年3月2日通过了《虚假申报法》。
因其于亚伯拉罕·林肯总统在任时通过，《虚假申报法》通常被称为“林肯法”。 关键在于，“公益代位”条款提及的奖金，是指允许公民代表政府提起诉讼并由此获得部分报酬。公益代位的原文“qui tam“，是拉丁文法律名言qui tam pro domino rege quam pro se ipso in hac parte sequitur （他起诉是为了国王也为了自己）的缩写形式。在一场“公益代位”诉讼中，提请诉讼的公民被称为“告发人“（relator）。

与普遍适用的诉讼主体资格原则不同，法庭认为“公益代位“的告发人承受一定比例的政府法律损失，因此允许其提起诉讼。
在第二次世界大战前期以及二战期间涉及大量军费欺诈行径，美国司法部长（起诉）依据的是刑法条款，而非《虚假申报法》。这导致的结果是，律师需在司法部提起刑事诉讼后，才能随即依据《虚假申报法》提请民事诉讼，此种行为在当时被谴责为“寄生式的”。促成这次立法的美国参议员Jacob M. Howard，认为给吹哨人以奖励是正当的，即使他们之中很多人自身也参与到不道德的活动当中。他说，“我对“公益代位“条款的想法根植于古老的思想——抛出诱饵，以及‘安排无赖去抓无赖’。这是我所发现的将无赖绳之以法最安全而迅速有效的的办法。”
国会原本打算废除《虚假申报法》，最后时刻决定以减少告发人追缴所得的份额取代完全废除。:1267–1271:6
因军费问题，该法案于1986年再次进行修订。在总统罗纳德·里根再三强调增强军事力量下，有关军事承包商中的大规模欺诈已成为主流新闻，国会也因此加强了《虚假申报法》的打击力度。:1271–77 一眼科医生于1987年诉眼科诊所及其一名医生进行了不必要手术以及其他手续，为修订《虚假申报法》后的第一件”公益代位“（qui tam）案。 该案于1988年以赔偿金60.5万美元和解结案。然而，这项法律最初主要是用来对付制约国防承包商。到20世纪90年代末，医疗欺诈开始受到更多的关注，截止于2008年约占总追偿所得的40%。:1271
1996年，富兰克林诉美国派德药厂一案，为制药公司欺诈政府首次适用《虚假申报法》的第一案。该案是涉及支付条件未达到《虚假申报法》批准标准以及其他政府规定的处方药，医疗补助计划/联邦医疗保险(美国)|医疗保险提交了治疗账单后进行了相应的支付。
根据《联邦食品、药物和化妆品法》的规定，涉及制药公司销售药品核准标识外药物的，亦违反了该法；药品核准标识外药物作为处方药提交且医疗保险/医疗补助进行了相应支付的，同时触犯了《虚假申报法》和《联邦食品、药物和化妆品法》。
截至2019年，超过72%的联邦虚假申报诉讼是由吹哨人提起的。:229 在1987年至2019年期间，政府根据《虚假申报法》追回621亿美元，其中超过447亿美元(72%)来自由告发人提起的公益代位案件。 2014年，吹哨人根据《虚假申报法》提起了700多起诉讼。 2014年，美国司法部的追偿数额达到了史上最高值，和解以及民事判决所得追偿金额超过61亿美元，其中包括欺诈政府和虚假申报案件。 在2019财年，司法部根据《虚假申报法》追回了30多亿美元，其中22亿美元归功于吹哨人。自2010年以来，通过《虚假索赔法》方面的和解与判决，联邦政府已经追回了376亿美元。

## 1986的改变
《虚假申报法修正案》(美國聯邦公法第99–562號，100 Stat. 3153，1986年10月27日頒佈)
1. 取消针对“公益代位”（qui tam）诉讼的“归政府所有的信息”的禁令
2. 确立被告对“蓄意不了解”和“ 草率无视”(reckless disregard)负有责任；
3. 对虚假申报的所有要素（包括损害赔偿）恢复“ 法律举证责任”(Legal burden of proof)标准；
4. 征收三倍的损害赔偿和每项虚假申报5,000至10,000美元的民事罚款；
5. 增加对“公益代位”（qui tam）原告的奖励，即被告那里收回的资金的15–30％；
6. 被告向成功诉讼的原告支付其诉讼费和律师费；以及
7. 对吹哨人的就业保护，包括恢复原职及其资历，承认特殊损失和给予双倍报酬。

## 2009的改变
2009年5月20日，《反欺诈执法与追偿法案》(Fraud Enforcement and Recovery Act of 2009，亦称 FERA) 正式被签署成为法律。这一法案的生效带来了自1986年以来对《虚假申报法》最大幅度的修订。FERA 通过了如下变动：
1. 免去了“陈述”要求，以扩大《虚假申报法》的潜在责任范围（有效地否决了最高法院在Allison Engine Co. v. United States ex rel. Sanders, 128 S. Ct. 2123 (2008) 中的观点）。
2. 对《虚假申报法》下的“申报”进行了重新定义，以表示“任何请求或需求，无论是基于合同还是单独针对财产，无论美国是否对这些财产拥有所有权”：（1）直接呈递给美国的，或（2）“交给承包方、受让人等其他接收者的，只要该款项或财产是以政府之名使用，或用以促进某一政府项目和利益”，且政府提供或报销了所申款项中的任何一部分。
3. 修改了《虚假申报法》原有的条件，现在规定只有虚假陈述可“用以佐证”虚假申报。
4. 加大了违反《虚假申报法》条款的共同犯罪责任。
5. 修改了“逆转虚假申报”条款，扩展了对“（试图）蓄意非法逃避或减轻向政府支付财产的责任”的责任。
6. 把对公益代诉的保护由劳动者扩展至承包方和中介机构。
7. 程序上，政府的申诉现在将重新与公益代诉者的申请相关。
8. 规定任何时候一个州的政府或地方政府在案中被认定为共同上诉人时，政府及其相关方都 “不可免去（被免去）以下嫌疑：服务于申诉和其他任何情愿，或帮助几乎所有材料证据的书面披露。”
9. 提高司法部长代表官方下达民事调查令的权力，且可以优先介入一项虚假申诉案件。通过这次修订，《虚假申报法》如今有意禁止：（粗体为变更的部分）
10. 提交已知为不实申报的支付或报销申请。
11. 捏造或使用虚假陈述材料进行虚假申报，或用以完成向政府支付财产的义务。
12. 通过非法呈递虚假申报，共谋欺诈。
13. 隐瞒、非法逃避或减轻一项向政府支付财款的义务。

## 2010年《患者保护与平价医疗法》背景下的改变
2010年3月23日，奥巴马总统将《患者保护与平价医疗法》（亦称“奥巴马医改计划”或PPACA）签署成为法律。该法案对《虚假申报法》做出了进一步的修正，包括：
1. “对 ‘拒绝已公开的揭发’ 条款的修改”。在上一版本的《虚假申报法》中，由私人或相关者提交的申诉，若其揭发的内容源自诸如民事、犯罪、行政听证会等特定程序，或源自新闻媒体报导，那么该申诉可以被拒绝。如此以来，被告人常常利用这一条款驳斥原告的申诉及其证据，以达到撤诉的目的。《患者保护与平价医疗法案》修改了《虚假申报法》的措词，使得联邦政府可以最终决定法院是否能够因为揭发内容已被公开而撤销某一申诉。该条款现在规定：“如果某一申诉中的指控和交易已基本上被公开，法院应该驳回该诉讼，除非政府反对。” 见 31 U.S.C. 3730(e)(4)(A).
2. “原始信源要求”。如果原告被认定为“原始信源”，那么原告可以不受“拒绝已公开的揭发”条款的限制。在上一版本中，一个原始信源必须对 “其指控的支撑信息具有直接和独立的认识”。在《患者保护与平价医疗法案》背景下，一个原始信源被规定为拥有 “独立认知，且对已公开的指控和交易信息产生实质贡献” 的个人。见 31 U.S.C. 3730(e)(4)(B).
3. "超付款项"。《2019年反欺诈执法与追偿法案》（FERA） 对《虚假申报法》中的“责任”定义包括“收缴任何超付款项”。由此，该条款使得《虚假申报法》适用于任何医疗保险或医疗补助的提供方，只要他们收到（无论是意外地或是别的情况）任何一笔超付款项并且没有将钱归还给政府。然而，FERA 尚未明确 “收缴超付款项” 中涉及的具体内容——比如，在被发现存在一笔超付款项后，提供方应何时向政府归还。《患者保护与平价医疗法案》进一步明确了FERA对《虚假申报法》的修改——医疗保险或医疗补助中的超付款项必须在被发现之日或相应的医院报告书到期之日后的60天内上报并归还。未及时上报和归还超额款将按《虚假申报法》规定承担相应责任。
4. "法定反回扣责任“。《联邦反回扣法》42 U.S.C. 1320a-7b(b)（AKS）是一部刑法，用于打击任何为了诱导病人接受某种服务（由政府买单）而招引、揽收、给予或支付回扣（包括金钱或任何其他形式）的行为。此前，许多法庭在对《虚假申报法》进行解读时，认为那些因先触犯《联邦反回扣法》而后被起诉的申报算作虚假申报，因而要承担《虚假申报法》所规定的责任（同时接受《联邦反回扣法》的处罚）。尽管这是法院的“大多数规则”，但法院总是有机会以其他方式维持原判。值得注意的是，《患者保护与平价医疗法案》修改了《联邦反回扣法》的文字表述，其规定，为了实现《虚假申报法》的立法目的，任何因先触犯《联邦反回扣法》而被起诉的申报直接自动构成虚假申报的罪名。另外，新修改的《联邦反回扣法》规定，“一个人无需拥有实际认知......或特殊目的便可构成对《联邦反回扣法》的触犯”。因此，（医疗保险等）供应商将不再有机会辩称不知道自己正在违反《虚假申报法》的原因，是因为不知道《联邦反回扣法》的存在。

## 法案的实际应用
《虚假申报法》已具有根据该法案提出投诉的详细程序。但只向政府机构投诉是不足以根据该法案获取索赔的，投诉（诉讼）必须在美国联邦地区法院（联邦法院）的监管下（允许）提出。之后司法部会进行为其60天的调查，在批准延期后，通常为几个月，司法部再决定是否提起诉讼。
如果提起诉讼，奖励金额将少于司法部不提起诉讼且原告或原告委托人自己继续提起诉讼的奖励金额。但是，在司法部决定提起诉讼的情况下，成功率更高。严格来说，政府在处理案件方面有几种选择，包括：
1. 干预一项或多项未决的公益代位诉讼。这种干预表示政府有意作为原告参与起诉这一指控。参与（干预率）少于25%起诉的公益代位诉讼，司法部可以以任何理由进行干预。
2. 拒绝干预一项或所有未决的公益代位诉讼。如果美国（政府）拒绝干预，当事人将代表美国（政府）提起该诉讼，但美国（政府）不作为诉讼的当事方，除非其恢复权利。
3. 驳回当事人的投诉，在没有案例，或与美国重大法律或者政策利益相冲突时。

实际上，司法部还有两种选择：
1. 在做出干预之前，优先与被告和解未决的公益代位诉讼。这通常导致司法部同时进行干预和裁决（并且它包含在25%的干预率中），但也并非总是如此。
2. 告知当事人，司法部打算拒绝干预。根据宾夕法尼亚州东区的美国检察院办公室的说法，这通常会导致撤销该公益到位诉讼，但也并非总是如此。[22]

在某些案件中，可能会对索赔产生偏见。如新闻界报道了涉嫌违法行为的泄露，投诉是向代理机构提出而不是提起诉讼备案，根据该法案提出索赔的人不是第一个这样做的人。美国各州在涉及州政府的举报方面有不同的法律。

## 美国最高法院的相关判决
在2000年的一起诉讼案“美利坚合众国据史蒂文斯告发诉佛蒙特州自然资源局”（529 U.S. 765 (2000)）， 美国最高法院认为，根据FCA，在私己意义上的个人不得代表美国在联邦法院向州（或州机构）提起诉讼。在“史蒂文斯”案中，最高法院还批准了可以让“公益代位”（qui tam）告发者“资格”提起诉讼的“部分转让”方法。该方法先前由第九巡回联邦法院明确规定， 是上诉的依据，在一般法律“资格”规则的例外。
在2007年的“罗克韦尔国际公司诉美利坚合众国”一案中，美国最高法院审议了与“原始来源”例外于 FCA的公开信息栏的相关几个问题。法院裁定：（1）FCA规定中关于联邦法院管辖区公开披露条的原始来源例外的原始来源要求具有司法管辖权； （2）法定用语“指控所依据的信息”是指告发者的指控，而不是公开披露的指控； “指控”这一术语不仅限于原始投诉中的指控，还至少包括经修改的原始投诉中的指控； （3）当事人者对粗混凝土的了解不足以直接和独立地了解指控所依据的信息，以使他有资格成为原始资料； （4）政府的干预并未为当事人提供独立的管辖权依据。
在2008年的案件“艾利逊发动机公司诉美利坚合众国据桑德斯告发”，美国最高法院考虑了是否必须直接向联邦政府提出虚假索赔申报，或者是否仅需用政府款项支付， 分包商向主承包商提出的虚假申报。 法院认为，无需将申报直接提交给政府，但必须作出虚假陈述，以使政府在支付或批准支付索赔时将依据该虚假陈述。 2009年的《欺诈执行和追偿法》推翻了法院的裁决，使《虚假申报法》适用的欺诈类型更加明确。

在2009年的案件“美国据爱森斯坦告发诉纽约市"，美国最高法院认为，当政府根据《虚假申报法》拒绝干预或以其他方式积极参与“公益代位”（qui tam）诉讼时，美国是否因由“ 联邦上诉规则第4（a）而成为案件一方（1）（A）款所规定的诉讼的“诉讼当事人”（该要求通常要求联邦民事诉讼中的上诉通知书必须在从 上诉）。 法院认为，当美国拒绝干预由私人发起的FCA行动时，它不是FRAP 4的“当事方”，因此，在30天后提起的请愿人上诉是不合时宜的。
在2016年的一案“通用健康服务公司诉美利坚合众国据埃斯科瓦尔告发“，美国最高法院力求澄清FCA下的重要性标准。 法院一致支持FCA责任的隐含证明理论，并加强了FCA的重要性要求。

## 美国各州《虚假申报法》以及其他司法管辖区域该法案的应用
截至2020年，29个州以及华盛顿哥伦比亚特区均根据联邦法规制定了相应的虚假申报法律，通过加入公益代位条款以保护其公共财政资金投资项目不受欺诈侵害，从而使得其可以从州一级司法机构即可追回被欺诈款项。其中一部分州《虚假申报法》法规提供了与联邦法律类似的追偿保护等级，同时另一些州的法规则仅将追偿限制于有关医疗补助项目（Medicaid）的欺诈索赔。
《加利福尼亚州虚假申报法》虽于1987年便已制定，但一直到20世纪90年代初该法案都一直都未被重视。直到当公共实体因一些无理且无礼的虚假申报对项目的阻碍而感到挫败时，他们才开始运用《虚假申报法》进行反制。
1995年，得克萨斯州通过了《得克萨斯防止医疗补助项目欺诈法》（TMFPA），该法案专门用于对抗医疗补助项目中可能出现的欺诈行为。此医疗补助项目旨在给低收入人群提供医疗保障以及处方药。得克萨斯的此项法案对对州公益代位进行了相关规定，从而赋予个人针对违反TMFPA的欺诈行为进行举报并采取法律行动的权利。该法案同时还规定了对违法行为的相关处罚，并囊括了吹哨人保护条款。 德克萨斯州法律颁布了州层面”公益代位“条款，允许个人举报欺诈行为并对违反TMFPA的行为提起诉讼，对不遵守规定的行为实施强迫，并包括对吹哨人人的保护。

在澳大利亚，《财政法修正案（扩大吹哨人保护法）》于2018年12月通过，并于2019年生效。该法案扩大了对吹哨人的保护，从而允许吹哨人对不当行为进行匿名举报，同时对其他类型的吹哨人实施了反报复的保护。值得注意的是，该法案不对吹哨人提供奖励。自2011年以来，持续有人们呼吁以《虚假申报法》为蓝本进行立法，并将其应用于烟草产业和碳排放定价计划领域。
2013年10月，英国政府宣布正在考虑效仿美国《虚假申报法》，对举报私人企业或组织的经济犯罪中欺诈行为的个人进行财政激励。由英国内政大臣发布的“关于重大有组织犯罪的相关对策”文件，阐明了英国政府将如何计划采取行动来防止重大有组织犯罪，并且加强了对此类犯罪的防范和应对。该文件声明，重大有组织犯罪每年至少要让英国损失240亿英镑。在反腐败的背景之下，该文件提出当前不仅需要针对打击重大有组织犯罪，同时还需要支持那些帮助举报并破坏重大有组织犯罪的个人。商业创新与技术部、司法部和内政部等三家英国政府部门负责商讨在英国制定类似于美国的《虚假申报法》。 2014年7月，英国金融监管局（Financial Conduct Authority）以及英国银行监管局（Bank of England Prudential Regulation Authority）建议国会制定鼓励和保护吹哨人的强有力政策，但同时他们建议该政策应不同于美国模式，不应向吹哨人提供奖励。

## Rule 9(b) circuit split
根据《联邦民事诉讼规则》的第9(b)条，有关欺诈或错误的指控必须提起特殊申辩。 所有上诉法院在处理第9(b)条规定的辩护标准是否适用于被告的诉讼时，均认为认为提高的标准适用。
美国联邦第五巡回上诉法院 、美国第六巡回上诉法院、美国第七巡回上诉法院、美国第八巡回上诉法院 、美国第十巡回上诉法院 以及美国第十一巡回上诉法院  都判定原告必须提出具体的虚假陈述。
2010年，第一巡回法院对2009年达克斯博里诉阿尔特生物科技公司一案的判决，及第十一巡回法院对2009年霍珀诉苏威制药公司一案的判决，皆被向美国最高法院提起上诉。然而，最高法院驳回了这两起案件的“移送”请求，拒绝解决上诉法院的分歧裁决。

## ACLU et al. v. Holder
2009年，美国公民自由联盟（ACLU），政府责任项目（GAP）和OMB Watch对司法部提起诉讼，对FCA的“密封条款”的合宪性提出质疑，该条款要求吹哨人和法院继续提起诉讼， 至少保密60天。 原告称，这些要求侵犯了公众和吹哨人在《第一修正案》中提到的权利，并且它们侵犯了分权，因为在执行行政部门采取行动之前，法院没有自由发布这些文件的权利。 政府动议予以取消，地方法院于2009年批准了该动议。原告上诉，在2011年其上诉被驳回。

## 实例
2004年，与华盛顿大学有关的核算团队同意支付3500万美元，以对吹哨人——前合规官员马克•埃里克森(Mark Erickson)——根据《虚假申报法》(False claims Act)提出的民事诉讼达成和解。由华盛顿大学董事会批准的这项和解协议，撤销了他们因系统性多收医疗补助和医疗保险费用（以及其员工销毁文件以掩盖这些行为）而受的指控。这是自1995年发生在宾夕法尼亚大学的同类事件（被处罚金3000万美元）以来最大的一起针对教学医院的欺诈案，调查历时五年，最终两位知名医生认罪，吹哨人获得了725万美元奖励。
2010年，强生（Johnson＆Johnson）的一家子公司同意支付超过8100万美元的民事和刑事赔偿，以撤除两名吹哨人根据《虚假申报法》(False Claims Act)提起的诉讼。  该诉讼称，Ortho-McNeil-Janssen制药公司(OMJPI)在抗惊厥药Topamax的营销和推广方面存在不当行为。 具体而言，该诉讼指控OMJPI“除其他不当行为之外，非法营销Topamax，并在未经FDA批准的前提下，仍使用Topamax治疗多种精神病（即药品未注册用法*）”。 该诉讼也指出“该药物适用的一些适应症未得到医学认可，但这些适应症属于州医疗补助计划提供的承保范围”， 其结果是，“OMJPI故意误导一些联邦政府资助的医疗项目购买Topamax，或有意引发一些有关该药物的欺诈性的索赔。”
- 注：根据广东省药学会于2010年3月18日印发的《药品未注册用法专家共识》， "药品未注册用法"(unlabeled uses，off-label uses，out-of label usage or outside of labeling)，是指药品使用的适应症，给药方法或剂量不在药品监督管理部门批准的说明书之内的用法。 在该案例中，药品未注册用法指药物使用方法未得到FDA批准。[48]

为回应吹哨人Jerry H. Brown II 的投诉，美国政府对Maersk提起诉讼，指控其向在伊拉克和阿富汗作战的美军提供的货物收费过高。在2012年1月3日宣布的和解协议中，该公司同意支付3190万美元的罚款和利息，但没有承认其存在不当行为。Brown有权获得360万美元的和解金。

史上最大的医疗欺诈和解案是葛兰素史克(GlaxoSmithKline)在2012年达成的，当时该公司支付了总计30亿美元，以撤销根据《虚假索赔法》(False Claims Act)提出的四起公益代位（qui tam）诉讼以及相关的刑事指控。 
这些指控包括，葛兰素史克参与药品标示外营销*，并向医生支付回扣好让他们开某些药物，包括帕罗西汀(Paxil)、安非他酮(Wellbutrin)和Advair。
- 注：药品标示外营销（off-label marketing），指对药品用法的宣传超出了监管部门许可的范围。

2013年，被辉瑞于09年收购的惠氏制药公司Wyeth Pharmaceuticals Inc支付了4.909亿美元，以撤除有关其非法销售未经FDA批准且具有潜在危害的药剂Rapamune的刑事和民事责任。 The case, U.S. ex rel. Sandler and Paris v. Wyeth Pharmaceuticals and Pfizer, Inc. was brought by multiple whistleblowers and culminated in one of the largest False Claims Act recoveries for a single drug.
“Sandler和Paris诉惠氏制药公司和辉瑞公司”一案由多个吹哨人发起，并最终发展为《虚假申报法》对于单一药物赔偿额度最大的一起判决。

2014年，在 “Kirk诉康尔福盛等”一案中（United States ex rel. Kirk v. CareFusion et al., No. 10-2492 ）， 康尔福盛（CareFusion）对其旗下药品的未注册用法进行宣传，因而违反了《虚假申报法》，并支付了4010万美元就Kirk对该公司提起的诉讼达成和解。政府认为康尔福盛对其旗下药物氯吡格雷（ChloraPrep）的销售使用超出了FDA批准的范畴。

氯吡格雷是康尔福盛生产的药剂氯己定的商业名称，用于手术前清洁皮肤。2017年， 这个案子受到质疑并接受了美国司法部的调查，因为在该案中担任助理总检察长的司法部首席律师Jeffery Wertkin于2017年1月31日被FBI逮捕，罪名是涉嫌出售一份密封的秘密吹哨人诉讼的副本。

2017年，在“Brown诉Celgene”一案中（ U.S. ex rel. Brown v. Celgene Corp., CV10-3165），生物制药巨头新基生物制药（Celgene Corporation）因其非法营销旗下药品萨力多胺（Thalomid）和来那度胺（Revlimid）， 最终支付了2.4亿美元以解除指控。

在这场由Celgene公司前销售代表Beverly Brown提出的诉讼中，Celgene被指违反虚假申报法，主要包括Celgene推广其旗下药物Thalomid和Revlimid 的未注册使用*（很多病例中这些药物的使用都是不安全甚至非必要的）， 以及通过提供非法回扣的方式来影响医护人员选择该公司的产品，并且隐瞒使用该药物的潜在不良影响。
- 注：这里的“未注册使用”意同前文的“药品未注册用法”。[53]

## 引用
1. ↑  .   [2020-02-27]. （原始内容存档于2018-07-11）.
2. ↑  United States ex rel. Steury v. Cardinal Health, Inc., 625 F.3d 262, 267 (5th Cir. 2010). “The FCA is the Government's primary litigation tool for recovering losses resulting from fraud.”
3. ↑   (PDF). Department of Justice. February 22, 2011. （原始内容存档 (PDF)于2021-01-25）.
4. 1 2 3 4 5  . Department of Justice (Civil Division). September 30, 2019. （原始内容存档于2021-01-16）.
5. ↑  . Department of Justice. January 9, 2020. （原始内容存档于2021-01-26）.
6. 1 2 3   (PDF).   [2020-02-27]. （原始内容存档 (PDF)于2021-02-11）.
7. ↑  The Law Commission. Proposals to Abolish Certain Ancient Criminal Offences. HMSO. 1966. Paragraph 6(a) at page 4.
8. ↑  Lahman, Larry D.  (PDF). michbar.org.   [2020-02-27]. （原始内容存档 (PDF)于2014-03-06）.
9. ↑  Hubbard v. United States, 514 U.S. 695, 704 (1995).
10. ↑  . Whistleblower Info.   [2012-01-23]. （原始内容存档于2020-02-01）.
11. 1 2 3  Vt. Agency of Natural Res. v. United States ex rel. Stevens, 529 U.S. 765, 769 n.1 (2000).
12. ↑  ("A ‘relator’ is ‘[a] party in interest who is permitted to institute a proceeding in the name of the People or the Attorney General when the right to sue resides solely in that official.’ Black's Law Dictionary 1289 (6th ed. 1990).")
13. ↑  A relator is one who relates the fraud action on behalf of the Government. See United States ex rel. Karvelas v. Melrose-Wakefield Hosp., 360 F.3d 220, 226 n.7 (1st Cir. 2004).
14. ↑  .   [2020-02-27]. （原始内容存档于2021-02-26）.
15. ↑  Vt. Agency of Natural Res. v. United States ex rel. Stevens, 529 U.S. at 769 n.1; see also . Pacific Standard.   [29 August 2013]. （原始内容存档于2020-08-11）.
16. 1 2 3  James B. Helmer Jr., False Claims Act: Incentivizing Integrity for 150 Years for Rogues, Privateers, Parasites and Patriots （页面存档备份，存于） 81 U. Cin. L. Rev.(2013)
17. ↑  Charles Doyle, Senior Specialist in American Public Law, for the Congressional Research Service. August 6, 2009 Qui Tam: The False Claims Act and Related Federal Statutes （页面存档备份，存于）
18. ↑  . Phillips & Cohen. December 27, 2016. （原始内容存档于2020-11-24）.
19. ↑  Joseph JN, et al. Enforcement Related to Off-Label Marketing and Use of Drugs and Devices: Where Have We Been and Where Are We Going? （页面存档备份，存于） Journal of Health & Life Sciences Law 2(2):73-108.  January 2009
20. ↑  Joel D Hesch.  (PDF). Thomas M. Cooley Law Review. 2012, 29 (2): 217–283  [2020-02-27]. （原始内容 (PDF)存档于2015-09-23）.
21. ↑  Mahany, Brian. . The National Law Review (Mahany Law). 26 February 2015  [2 March 2015]. （原始内容存档于2020-02-27）.
22. ↑   (PDF).   [2020-02-27]. （原始内容存档 (PDF)于2009-03-29）.
23. ↑  .   [2020-02-27]. （原始内容存档于2021-02-26）.
24. ↑  For the general standing rule, see Lujan v. Defenders of Wildlife, 504 U.S. 555 (1992)
25. ↑  Opinion of the Court, Allison Engine Co. v. United States ex rel. Sanders （页面存档备份，存于）, 553 U. S. __ (2008), part II(C).
26. ↑  Senate Judiciary Committee. . March 23, 2009  [2009-05-26]. This section amends the FCA to clarify and correct erroneous interpretations of the law that were decided in Allison Engine Co. v. United States ex rel. Sanders, 128 S. Ct. 2123 (2008), and United States ex. rel. Totten v. Bombardier Corp, 380 F.3d 488 (D.C. Cir. 2004).[]
27. ↑  Supreme Court Of The United States.  Universal Health Services, Inc. v. United States ex rel. Escobar.  Certiorari To The United States Court Of Appeals for the First Circuit No. 15–7. Argued April 19, 2016. Decided June 16, 2016  （页面存档备份，存于）
28. 1 2  . TAF.   [2020-01-22]. （原始内容存档于2021-02-17） （英语）.
29. ↑  James F. Barger Jr., Pamela H. Bucy, Melinda M. Eubanks, Marc A. Raspanti, "States, Statutes, and Fraud: An Empirical Study of Emerging State False Claims Acts （页面存档备份，存于）" Tulane Law Review (2005).
30. ↑  James W. Taylor and Brian Taugher The California False Claims Act （页面存档备份，存于） Public Contract Law Journal Vol. 25, No. 2, [State and Local Government] (Winter 1996), pp. 315-333
31. ↑   (PDF). www.texashealth.org.   [11 January 2019]. （原始内容 (PDF)存档于2019-01-15）.
32. ↑   (PDF). Texas Municipal League.   [15 January 2019]. （原始内容 (PDF)存档于2019-01-15）.
33. ↑   (PDF). Financial Conduct Authority UK. July 2014. （原始内容存档 (PDF)于2020-12-27）.
34. ↑  Federal Rules of Procedure. Fed.R.Civ.P. 9(b) （页面存档备份，存于）
35. ↑  Recent Cases : False Claims Act — Jurisdiction — First Circuit Adopts Plain Meaning of Requirement that Plaintiffs Give Government their Information Before Filing Suit. （页面存档备份，存于）  United States ex rel. Duxbury v. Ortho Biotech Products, L.P., 579 F.3d 13 (1st Cir. 2009).
36. ↑  United States Court Of Appeals for The Fifth Circuit Decision.  May 5, 2014.  United States Of America Ex Rel. John Dee Spicer, Chapter 7 Trustee, Substituted As Qui Tam Plaintiff And Relator Per #122 Order, Trustee, for the Bankruptcy Estate of Westbrook Navigator, Plaintiff–Appellant–Appellee, v. Clifford Westbrook, Qui Tam Plaintiff And Relator, Plaintiff–Appellant, v. Navistar Defense, L.L.C., Formerly Known As International Military & Government, L.L.C.; Navistar, Incorporated; Defiance Metal Products Company; Jerry Bell, Individually, Doing Business as Bell's Conversions, Incorporated, Doing Business As Bell's Custom Conversions; and Bell's Conversions, Incorporated, Doing Business As Bell's Custom Conversions, Defendants–Appellees.  No. 12-10858
Fifth Circuit Decision （页面存档备份，存于）
37. ↑  United States Court Of Appeals for The Sixth Circuit Decision. May 12, 2006.  Philip H. Sanderson, Plaintiff-Appellant,  v.  HCA-The Healthcare Company; Columbia Health Care Corporation; Hospital Corporation of America; and Healthtrust Inc., Defendants-Appellees.  No. 04-6342  Sixth Circuit Decision （页面存档备份，存于）
38. ↑  United States Court of Appeals, Seventh Circuit Decision. June 30, 2009 United States of America on the relation of Curtis J. Lusby, Plaintiff-Appellant, v. Rolls-Royce Corporation, Defendant-Appellee. No. 08-3593. Seventh Circuit Decision （页面存档备份，存于）
39. ↑  United States Court of Appeals, Eight Circuit Decision. May 5, 2011.  United States of America ex rel. Rudy Vigil, Plaintiff Relator - Appellant, v. Nelnet, Inc.; JP Morgan Chase & Co.; Citigroup, Inc., Defendants - Appellees. No. 10-1784 Eight Circuit Decision （页面存档备份，存于）
40. ↑  United States Court of Appeals, Tenth Circuit Decision. December 5, 2006.  UNITED STATES of America, ex rel. Edyth L. Sikkenga, and Edyth L. Sikkenga, on her own behalf, Plaintiffs-Appellants, v. Regence Bluecross Blueshield of Utah, formerly known as Blue Cross and Blue Shield of Utah;  Associated Regional and University Pathologists, Inc.;  John P. Mitchell;  Jed H. Pitcher;  and Frank Brown, Defendants-Appellees. No. 05-4088. Tenth Circuit Decision （页面存档备份，存于）
41. ↑  United States Court Of Appeals for The Eleventh Circuit Decision. December 4, 2009.  James Hopper, Colin Hutto, Plaintiffs-Appellants, v. Solvay Pharmaceuticals, Inc., Unimed Pharmaceuticals, Inc. United States Of America, Defendants-Appellees.  No. 08-15810 Eleventh Circuit Decision （页面存档备份，存于）
42. ↑  Ortho Biotech Prods., L.P. v. United States ex rel. Duxbury, 78 U.S.L.W. 3361 (U.S. June 21, 2010) and United States ex rel. Hopper v. Solvay Pharms., Inc., 78 U.S.L.W. 3531 (U.S. June 21, 2010) Denial of certiorari （页面存档备份，存于）
43. ↑  Melissa Maleske for Inside Counsel.  July 1, 2009. False Claims Act Procedures Go to Court （页面存档备份，存于）
44. ↑  District Judge Liam O'Grady August 21, 2009. American Civil Liberties Union et al v. Mukasey et al - Document 39. Decision （页面存档备份，存于）
45. ↑  The Jurist. March 29, 2011 Federal appeals court upholds secrecy provision of whistleblower law （页面存档备份，存于）
46. ↑  .   [2020-02-27]. （原始内容存档于2019-11-10）.
47. 1 2  US Department of Justice Press Release. April 29, 2010 Two Johnson & Johnson Subsidiaries to Pay Over $81 Million to Resolve Allegations of Off-Label Promotion of Topamax （页面存档备份，存于）
48. ↑  Bob, Egelko for the San Francisco Chronicle January 4, 2012  "$31.9 Million Settlement In Shipping Suit （页面存档备份，存于）
49. ↑  US Department of Justice Press Release. Jan 3 2012 USDOJ: Maersk Line to Pay Us $31.9 Million to Resolve False Claims Allegations for Inflated Shipping Costs to Military in Afghanistan and Iraq （页面存档备份，存于）
50. 1 2  . www.justice.gov. 2012-07-02  [2020-01-23]. （原始内容存档于2021-04-21） （英语）.
51. ↑  . www.justice.gov. 2013-07-30  [2019-08-05]. （原始内容存档于2021-04-02） （英语）.
52. 1 2 3   (新闻稿). Guttman, Buschner & Brooks PLLC. July 25, 2017  [2019-08-05]. （原始内容存档于2019-07-03） –PR Newswire.
53. ↑  . www.justice.gov.   [2017-09-06]. （原始内容存档于2021-03-27） （英语）.
54. ↑  . National Law Journal.   [2017-09-06]. （原始内容存档于2017-08-30）.
55. ↑  Roberts, Jeff John. . Fortune.   [2017-09-06]. （原始内容存档于2020-11-11）.
56. ↑  . www.justice.gov. 2017-07-25  [2019-08-05]. （原始内容存档于2021-04-21） （英语）.